# Kana Osafune
Kana Osafune (長船 加奈, Osafune Kana, nascida em 16 de outubro de 1989, em Toyonaka) é uma futebolista japonesa que atua como zagueira. Atualmente defende a equipe NTV Beleza.